# Christian Järdler
Christian André Järdler, född 3 juni 1982 i Rebbelberga församling, är en svensk fotbollstränare.

## Spelarkarriär
Järdler fostrades i Ängelholms FF och gick som 17-åring till Helsingborgs IF. Han debuterade i Allsvenskan 2002 mot AIK. Efter att tidigare ha spelat i U21-landslaget fick han i januari 2004 göra en inofficiell A-landskamp för Sverige, mot en ligakombination från Hongkong. 2005 värvades han av turkiska Gençlerbirliği SK där han dock bara stannade ett halvår innan han i januari 2006 återvände till Sverige, nu till Malmö FF.
Efter att ha haft svårt att ta en ordinarie plats i Malmö FF gick Järdler inför säsongen 2009 vidare till Halmstads BK där han var med att ta tillbaka HBK till allsvenskan efter kvalvinst mot GIF Sundsvall i november 2012. I Halmstad spelade även Järdlers far Ingemar Järdler allsvensk fotboll under två säsonger i slutet av 1970-talet. I september 2013 meddelade Järdler att han avslutade sin fotbollskarriär.
Järdler gjorde totalt 189 allsvenska matcher och 10 mål.

## Tränarkarriär
Järdler startade sin tränarkarriär med att träna Ängelholms FF Damlag 2012–2014. Det laget förde han upp från division 4 till division 2 under sina 3 år. 
2014 fick han även huvudansvaret för Ängelholms FF U19 samtidigt som han anställdes som ansvarig för Akademin i klubben. När han lämnade jobbet ledde U19 division 1 södra Götaland, den bästa placering ett U19-lag från Ängelholm någonsin haft. 
Den 3 juli 2015 fick han jobbet som huvudtränare för klubbens A-lag i Superettan. Laget låg då på nedflyttningsplats men efter att ha tagit 23 poäng på höstsäsongen klarade sig Ängelholm kvar utan kval.   
Järdler skrev inför 2016 på ett nytt tvåårskontrakt, men efter en oerhört turbulent säsong då klubben bland annat under 4 dagar i augusti var i konkurs, valde han att lämna klubben i november 2016. Den 2 december samma år presenterades Christian Järdler som huvudtränare för IFK Värnamo för säsongerna 2017–2018.
Sejouren i Värnamo blev bara ettårig men framgångsrik. Han ledde IFK Värnamo till sin bästa säsong någonsin under 2017 då de slutade på en 6:e plats i Superettan med 47 inspelade poäng. Laget slog 8 klubbrekord den säsongen och tog bland annat flest poäng, flest vinster och gjorde fler mål än IFK Värnamo någonsin gjort i Sveriges näst högsta serie.
Den 21 november 2017 presenterades Järdler som ny tränare för Östers IF, då han skrivit på ett treårskontrakt. I februari 2018 blev Järdler utsedd till manager och huvudtränare för klubben då Matias Concha fick sluta som sportchef. Säsongen 2018 gick enligt plan och Öster slutade på en 8:e plats i Superettan. Efter en stark start på 2019 där laget slog ut Malmö FF i gruppspelet och förlorade knappt mot Svenska mästarna AIK i kvartsfinalen så gick det tyngre i seriespelet och i slutet på juli 2019 fick han lämna sin roll som huvudtränare i Öster.
Den 17 december 2019 blev det klart att Järdler blir assisterande tränare i Mjällby AIF. Säsongen 2020 blev Mjällby AIFs bästa någonsin då laget knep en femteplats i den allsvenska tabellen. Den 20 december 2020 presenterades Järdler som ny huvudtränare för Mjällby AIF, där han skrev på ett tvåårskontrakt. I augusti året därpå valde Mjällby att bryta med Järdler.
I april 2022 blev det klart att Järdler blir assisterande tränare till Axel Kjäll i Örebro SK. Den 26 augusti 2022 tog han över som huvudtränare i klubben och skrev på ett kontrakt över 2023. Laget gjorde en bra höst 2022 och klarade sig kvar i Superettan. Efter säsongen 2024 lämnade Järdler Örebro SK, enligt honom själv på grund av att klubben ville ha ett delat ledarskap på tränarposten, något Järdler avböjde.